# Alte Kapelle Leegebruch

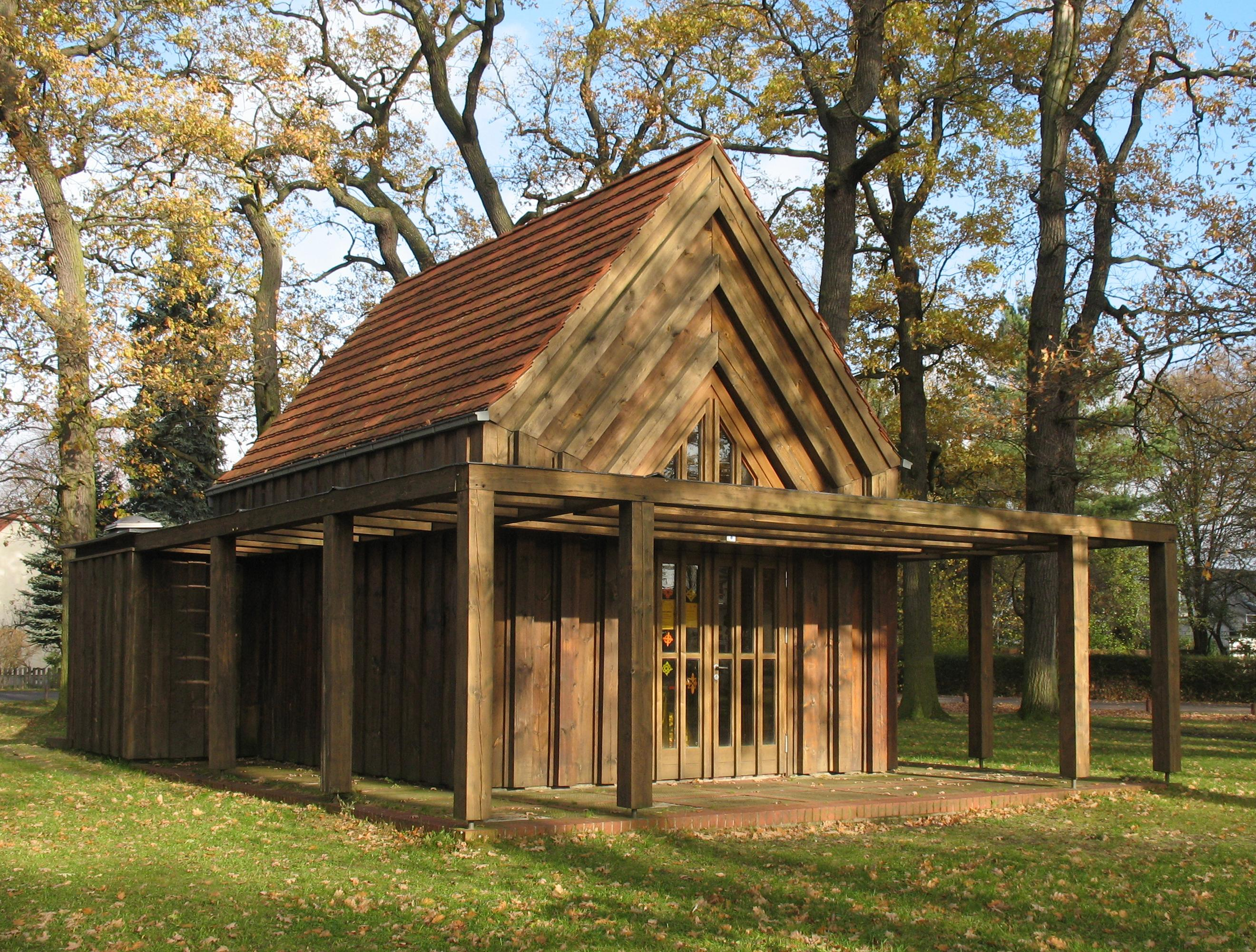
Alte Kapelle

Die Alte Kapelle ist eine ehemalige evangelische Kapelle in der brandenburgischen Gemeinde Leegebruch.

## Geschichte
Der Bau der Kapelle geht auf den Bauunternehmer Heinrich Mendelssohn zurück. Er war Eigentümer der benachbarten Güter Pinnow und Antonienhof und stiftete der armen Gemeinde das Geld zur Errichtung eines Bethauses. Die Weihe fand am 30. November 1930 statt. Mit der Kapelle wurde auch eine Leichenhalle errichtet.
Die Kapelle diente bis 1975 als Sakralbau und wurde danach für andere Zwecke genutzt. Nach der politischen Wende in der DDR wurde sie mit Hilfe privater Spenden restauriert und dient seither als Versammlungsraum.

## Beschreibung
Die Kapelle wurde im expressionistischen Stil in Holzbauweise mit umlaufender Pergola errichtet.
Am 3. Mai 1994 wurde sie unter Denkmalschutz gestellt.